# Karon
Die Karon-Sprache ist eine bedrohte westatlantische Sprache Senegals und Gambias.
Sie zählt zur Sprachfamilie der Niger-Kongo-Sprachen und ist besonders eng mit der Sprache Mlomp verwandt.